# Municipio de Somers (Ohio)
El municipio de Somers (en inglés: Somers Township) es un municipio ubicado en el condado de Preble en el estado estadounidense de Ohio. En el año 2010 tenía una población de 3992 habitantes y una densidad poblacional de 42,86 personas por km².

## Geografía
El municipio de Somers se encuentra ubicado en las coordenadas 39°36′42″N 84°38′56″O / 39.61167, -84.64889. Según la Oficina del Censo de los Estados Unidos, el municipio tiene una superficie total de 93.13 km², de la cual 92,38 km² corresponden a tierra firme y (0,8 %) 0,75 km² es agua.

## Demografía
Según el censo de 2010, había 3992 personas residiendo en el municipio de Somers. La densidad de población era de 42,86 hab./km². De los 3992 habitantes, el municipio de Somers estaba compuesto por el 98,72 % blancos, el 0,05 % eran afroamericanos, el 0,35 % eran amerindios, el 0,08 % eran asiáticos, el 0,1 % eran de otras razas y el 0,7 % eran de una mezcla de razas. Del total de la población el 0,7 % eran hispanos o latinos de cualquier raza.